# Gertrud die Jüngere von Braunschweig

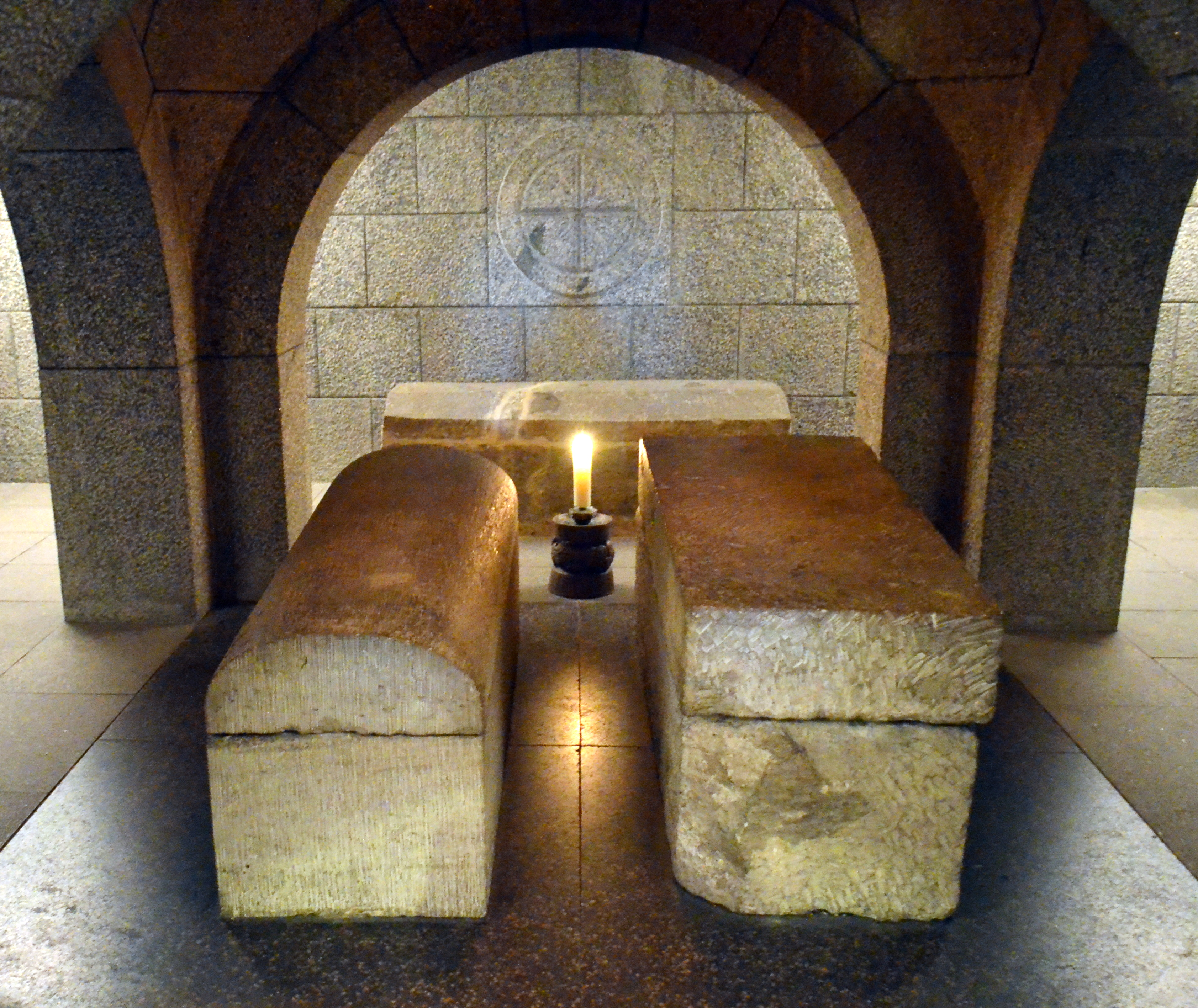
Krypta Heinrichs des Löwen. Links: Sarkophag Heinrichs des Löwen, rechts der seiner zweiten Ehefrau Mathilde Plantagenet. Im Hintergrund ein Sarkophag, in dem sich die sterblichen Überreste Gertruds der Älteren von Braunschweig († 1077), Markgraf Ekberts II. von Meißen und Gertruds von Braunschweig befinden.

Gertrud die Jüngere von Braunschweig (* um 1060; † 9. Dezember 1117 in Braunschweig) aus der Familie der Brunonen war Markgräfin von Meißen.

## Leben
Gertrud war die Tochter des Markgrafen Ekbert I. von Meißen und der Irmgard von Susa. Sie war zunächst verheiratet mit Graf Dietrich II. von Katlenburg († 1085). Nach dem kinderlosen Tod ihres älteren Bruders Ekbert II. im Jahre 1090 erhielt sie die brunonischen Güter um Braunschweig. In zweiter Ehe war Gertrud mit Graf Heinrich dem Fetten von Northeim († 1101) verheiratet. Ihre gemeinsame Tochter Richenza von Northeim († 1141) heiratete Lothar von Süpplingenburg, Herzog von Sachsen und späterer Kaiser. Dieser erbte den brunonischen Besitz um Braunschweig. Der dritte Ehemann Gertruds war der Wettiner Heinrich I. von Eilenburg († 1103), Markgraf von Meißen. Ihrem minderjährigen Sohn, dem späteren Markgrafen Heinrich II., sicherte sie die Herrschaft über die Markgrafschaft Meißen.
Für die Geschichte Braunschweigs ist sie als Gründerin des im Jahre 1115 gegründeten Aegidienklosters von Bedeutung.